# Vườn quốc gia Thung lũng Avon

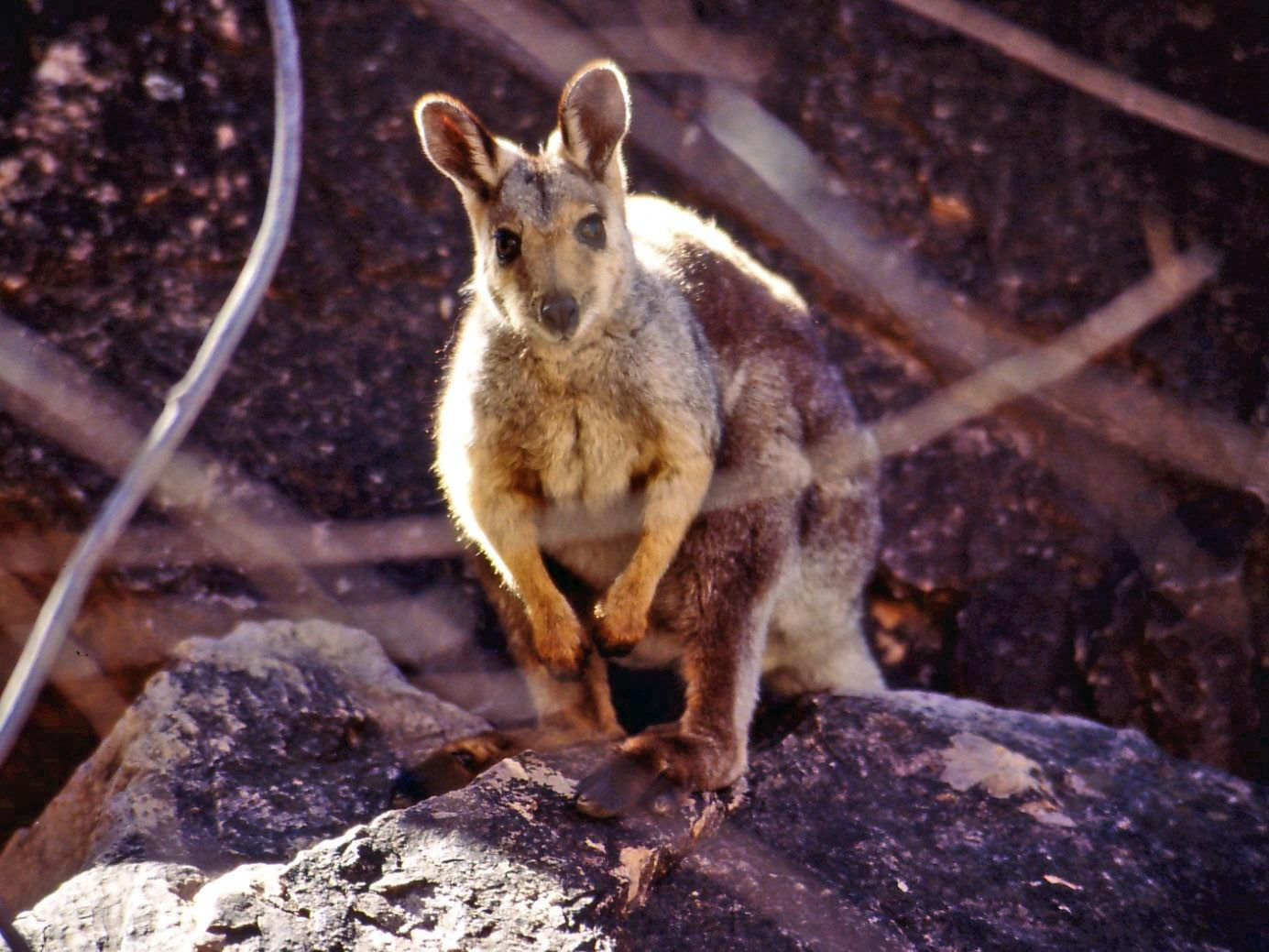
wallabychân xám

Vườn quốc gia Thung lũng Avon là một vườn quốc gia ở tiểu bang Tây Úc, (Australia), nằm tại 47 kilometres (29 mi) đông bắc của thành phố Perth, thủ phủ của tiểu bang. Vườn này có diện tích 44 km², được đặt theo tên của sông Avon chảy qua vườn này từ phía đông bắc tới phía tây nam.
Vườn được chính thức đặt tên ngày 15.10.1971.
Vườn này có nhiều cảnh đẹp, một hệ thực vật phong phú và nhiều động vật như kangaroo, đà điểu Emu, wallaby chân xám, thỏ túi, chuột túi vv...
Vườn này mở cửa từ 8 giờ tới 17 giờ. Có tuyến đường sắt "Eastern Railway" chạy qua vườn này.